# Allen Irvine McHose
Allen Irvine McHose (* 14. Mai 1902; † 14. September 1986 in Naples, New York) war ein US-amerikanischer Musikwissenschaftler, -pädagoge und Organist.
McHose war stellvertretender Direktor der Eastman School of Music, Leiter der Departments für Musiktheorie und Professor für Musiktheorie. Als Direktor des Sommermusikprogramms der Schule gründete er die Konzertserie Arranger’s Holiday. Daneben wirkte er als Organist und Chorleiter an der Brick Presbyterian Church. Er verfasste Bücher zur Musikgeschichte und -theorie, darunter The Contrapunctal Harmonic Technique of the 18th Century und Basic principles of the technique of 18th and 19th century composition, außerdem die Lehrbücher Sight-singing manual und Teachers Dictation Manual.